# وليد الكرتي
وليد الكرتي (مواليد 23 يوليو 1994 بمدينة خريبكة) هو لاعب كرة قدم مغربي، يشغل مركز وسط ميدان هجومي بنادي بيراميدز في الدوري المصري الممتاز.

## مسيرته الكروية
وليد الكرتي، المولود في خريبكة، بدأ مسيرته الاحترافية في نادي مسقطه أولمبيك خريبكة. لعب مع فرق الشباب، ولم يشارك إلا في مباراتين مع الفريق الأول.
وفي عام 2013، انضم إلى نادي الوداد الرياضي وتمكن من الحصول على مكانه الأساسي بسرعة. وفي عام 2015، فاز بالبطولة المغربية وتمكن من المشاركة في دوري أبطال أفريقيا لأول مرة، وفي 2017 سجل الهدف الحاسم في المباراة النهائية ضد الأهلي المصري ليفوز بدوري أبطال أفريقيا.
وفي عام 2021، انضم إلى نادي بيراميدز المصري قادما من نادي الوداد بعقد احترافي يمتد لثلاث سنوات.

## الإنجازات

### مع الأندية
الوداد الرياضي
- الدوري المغربي الممتاز : 2014–15، 2016–17، 2018–19، 2020–21، 2021–22
- دوري أبطال إفريقيا : 2017
- كأس السوبر الإفريقي : 2018

 بيراميدز
- كأس مصر : 2023–24[8]
- دوري أبطال إفريقيا : 2024–25[9]

### مع المنتخبات
المغرب
- بطولة أمم أفريقيا للمحليين : 2018 و2020

 المغرب تحت 20 
سنة
- ألعاب البحر الأبيض المتوسط
  -  ميدالية ذهبية في ألعاب البحر الأبيض المتوسط 2013
- ألعاب التضامن الإسلامي
  -  ميدالية ذهبية في ألعاب التضامن الإسلامي 2013
- الألعاب الفرانكوفونية
  -  ميدالية فضية في الألعاب الفرانكوفونية 2013
- دوري تولون الدولية لكرة القدم 
  -  الوصيف : بطولة تولون الدولية لكرة القدم 2015

### إنجازات شخصية
- أفضل لاعب في المباراة النهائية لبطولة تولون الدولية لكرة القدم 2015
- لاعب الموسم في نادي الوداد الرياضي : 2018–19

## روابط خارجية
- وليد الكرتي على موقع الاتحاد الدولي (مؤرشف)  (الإنجليزية)
- وليد الكرتي على موقع قاعدة بيانات كرة القدم.إي يو (الإنجليزية)
- وليد الكرتي على موقع ناشيونال فوتبول تيمز (الإنجليزية)
- وليد الكرتي على موقع Soccerway.com (الإنجليزية)

- Fiche de Walid El Karti sur footballdatabase.eu